# Mitteldeutsche Eisenbahn

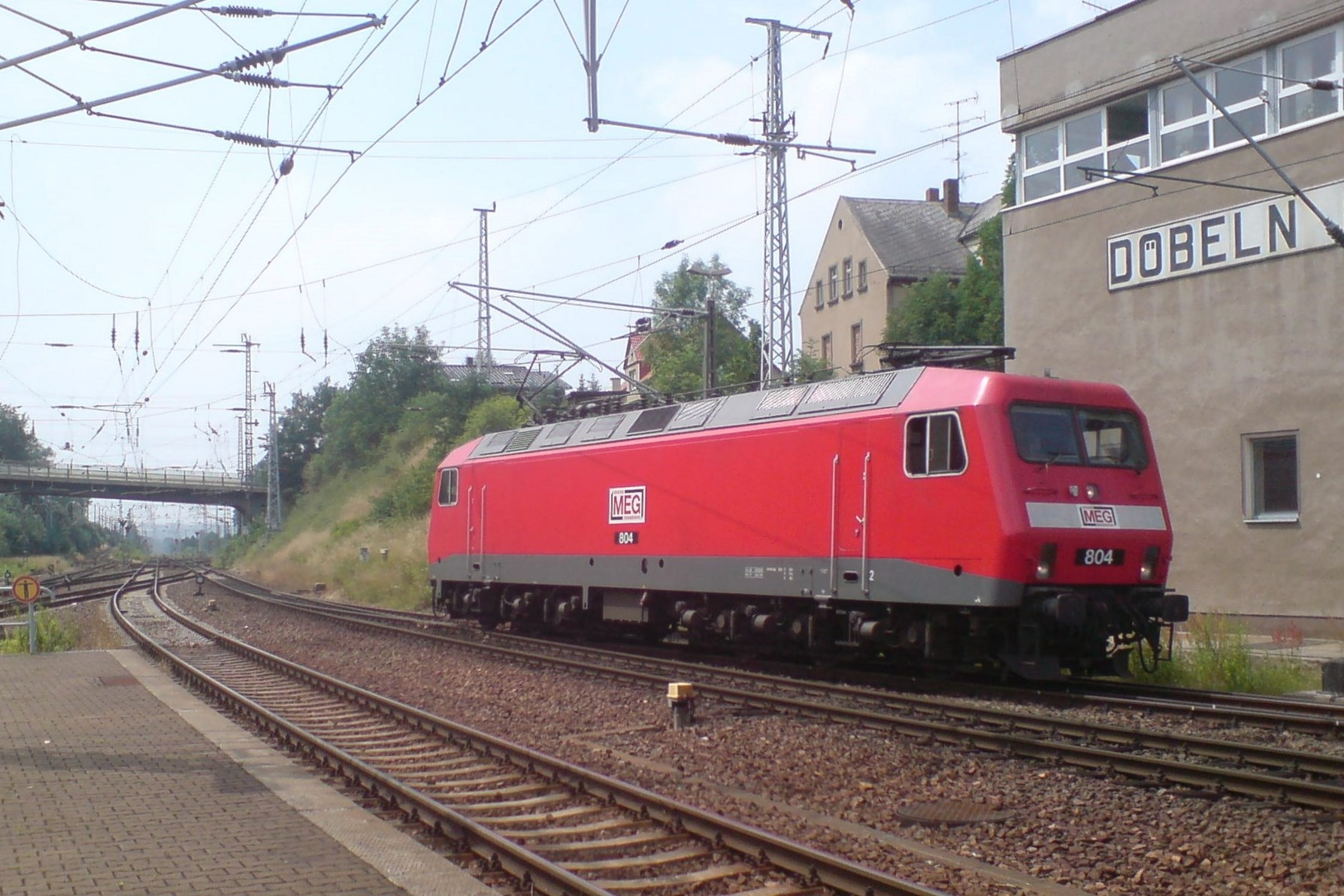
MEG 804 (ex 156 004) in Döbeln Hbf., 13. Juni 2007

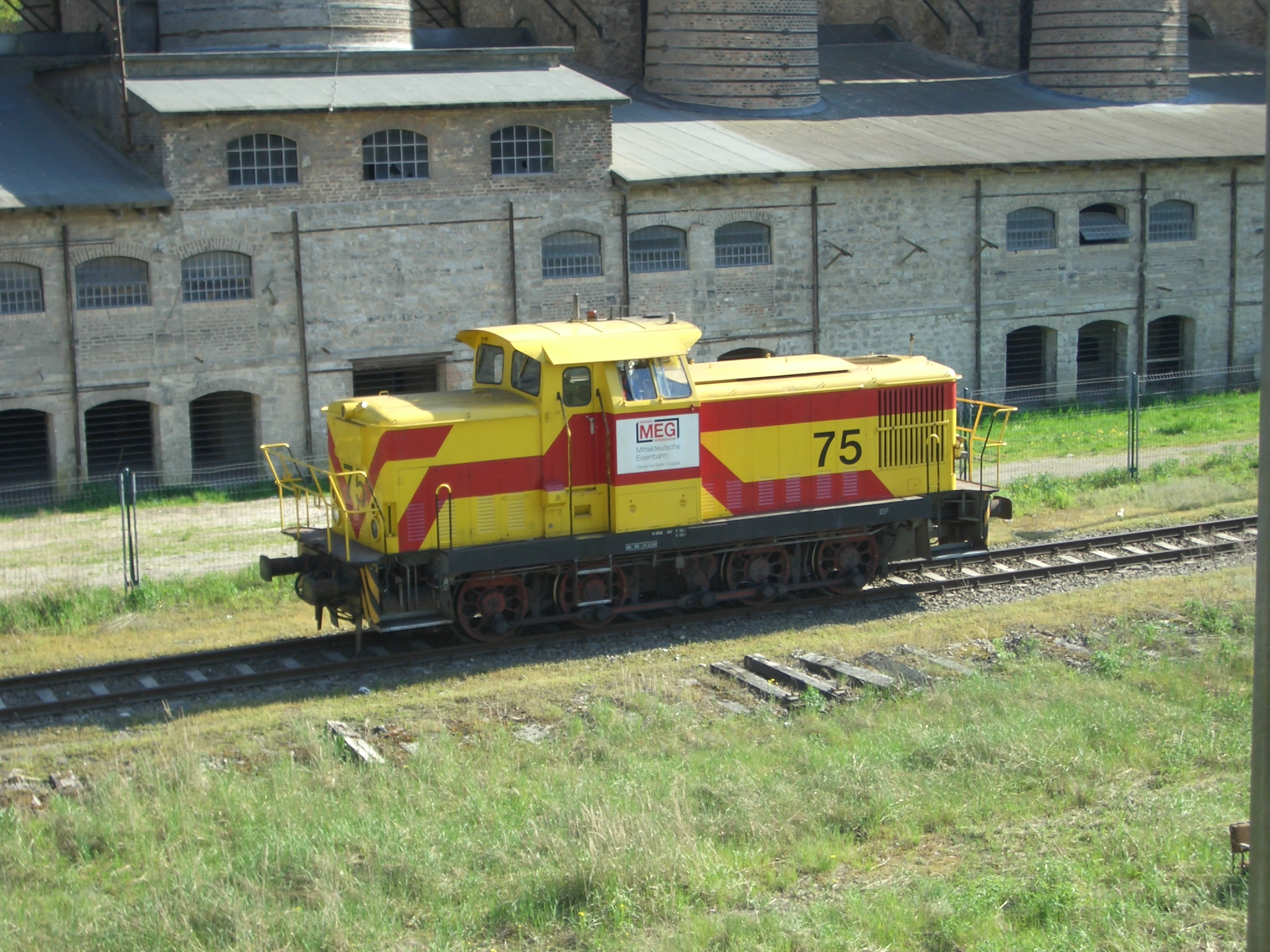
MEG in Rüdersdorf

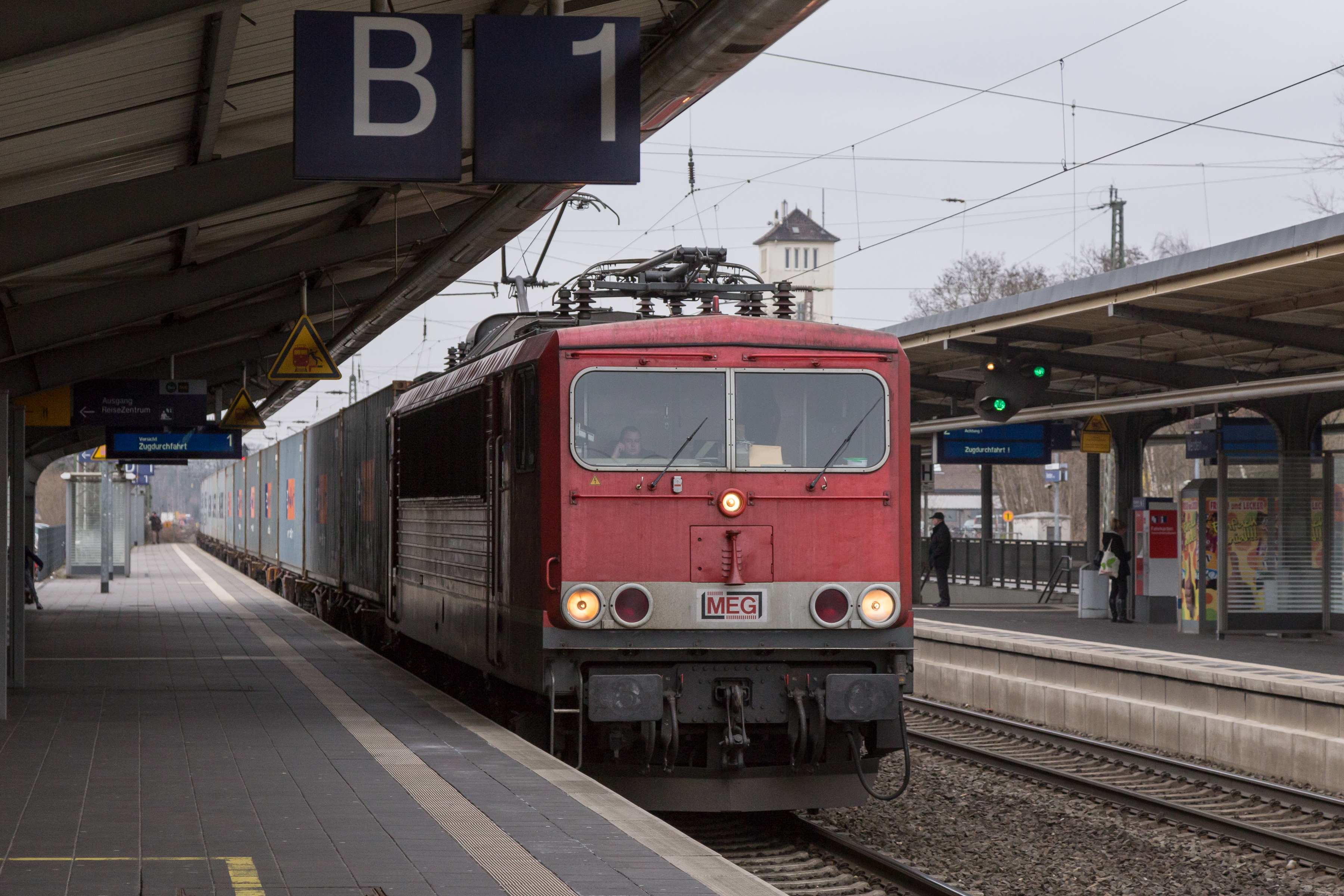
Containerzug der MEG, gezogen von einer BR155

Die Mitteldeutsche Eisenbahn GmbH (MEG) mit Sitz in Schkopau ist ein Eisenbahnverkehrsunternehmen mit den Gesellschaftern DB Cargo AG und  VTG Rail Logistics GmbH. Tätigkeitsschwerpunkt sind unter anderem der Eisenbahngütertransport schwerpunktmäßig zwischen der mitteldeutschen Wirtschaftsregion, den deutschen Seehäfen und Bayern sowie der Betrieb von Anschlussbahnen.

## Hintergrund
Hervorgegangen ist das Unternehmen aus den ausgegliederten ehemaligen Werkbahnen der Chemiewerke Böhlen und Schkopau des Dow Olefinverbundes, die seit 1936 als Werksbahnen der Buna-Werke existierten. Die MEG nahm den Betrieb am 1. Oktober 1998 auf und ist mehrheitlich ein Tochterunternehmen der DB Cargo AG. 20 Prozent der Anteile hält die Hamburger VTG Rail Logistics GmbH (vormals Transpetrol GmbH). Seit Januar 2021 wird die MEG als Produktionsgesellschaft der Cargo Management Region Ost geführt.

## Standorte und Geschäftsfelder
Das Unternehmen ist an den Werkbahnstandorten Schkopau, Böhlen und Rüdersdorf sowie im Seehafen Rostock und im Bayernhafen Regensburg im Rangierdienst tätig und führt neben dem Rangiergeschäft und bahnlogistischen Aktivitäten an den Werkbahnstandorten bundesweite Leistungen als EVU durch. Schwerpunkte der EVU-Tätigkeit ist die Versorgung des Braunkohlekraftwerks (Eigentümer Saaleenergie) in Schkopau, die Zementverkehre von Rüdersdorf nach Regensburg, weiterhin Chemie-, Automobil-, Intermodal- und Projektverkehre.
- Schkopau: An diesem Standort ist die Verwaltung des Unternehmens angesiedelt. Die MEG betreibt dort zudem eine umfangreiche Anschlussbahn für die Dow Olefinverbund GmbH, sowie weitere Nebenanschlüsse, so u. a. für das KTSK-Containerterminal und die COTAC-Güterwagenreinigungsanlage. In Schkopau befindet sich hier die DB/VPI-zertifizierte Werkstatt für Güterwagen.
- Böhlen: Auch an diesem Standort betreibt die Gesellschaft die Anschlussbahn für die Dow Olefinverbund  mit weiteren Nebenanschliessern.
- Rüdersdorf: Die MEG ist Betreiber der Anschlussbahn der CEMEX Zement GmbH.

## Fahrzeuge
Für den Streckenverkehr und die Erbringung von Rangierleistungen betreibt das Unternehmen ungefähr 60 eigene bzw. angemiete Lokomotiven der Baureihen 143, 145, 204, 218, 232, 298, 346, G 1206, Alstom H3 sowie, auf dem technischen Grundprinzip der Alstom H3 basierende, auf Hybrid umgebaute ehemalige V100, eingereiht als Baureihe 1001. Seit Ende 2021 verfügt die MEG über 5 Stadler Eurodual BR 159,
Ein Teil der ausgesonderten Alt-Fahrzeuge befindet sich als Leihgabe bei verschiedenen Eisenbahnvereinen.
Lokomotiven der Baureihen 155 wurden seitens der MEG vollständig abgestellt. Alle vier Lokomotiven der Baureihe 156 wurden an FWK verkauft. Die Class 77 wurden an DB Cargo zurückgegeben.